# Naturschutzgebiet Rahmer Benden
Das Naturschutzgebiet Rahmer Benden  mit der Kennung S-007 liegt auf dem Gebiet der kreisfreien Stadt Düsseldorf in Nordrhein-Westfalen.
Das Gebiet erstreckt sich nördlich der Kernstadt von Düsseldorf, nordöstlich des Stadtteils Angermund und südöstlich des Duisburger Stadtteils Rahm. Am südlichen Rand des Gebietes verläuft die Landesstraße L 139, westlich des Gebietes die L 60 und nördlich die A 524. Östlich grenzt auf dem Stadtgebiet von Ratingen das 39 ha große Naturschutzgebiet „Rahmer Benden / Scheiderbruch“ (Kennung ME-023) an.

## Beschreibung
Laut dem Fachinformationssystem des Landesamtes für Natur, Umwelt und Verbraucherschutz handelt es sich um ein „in ein größeres Waldgebiet eingebettetes Naturschutzgebiet mit überwiegend Wäldern auf Feuchtstandorten. Im zentralen Teil ein ehemaliges Flachmoor, dass großflächig mit Röhricht- und auch Großseggenried-Beständen bestanden ist“.
„Nach Westen und Süden gehen die Wälder in zunächst feuchte und dann trockenere Eichenwälder über. Ganz im Süden ist noch ein Roteichenbestand und ein kleinerer Buchenwald vorhanden. Das gesamte NSG wird von Südost nach Nordwest vom Dickelsbach durchflossen, der hier fast schnurgerade und grabenartig ausgebaut ist und einen Sandfang im Südteil passiert. Der ansonsten durchgängig 3 Meter breite Bach weitet sich hier auf rund 5 Meter aus. Am Nordrand der Röhricht-Bestände wurde vor Kurzem ein Abschlag zur Versorgung eines Wasserwerks geschlossen. Die dadurch erhöhte Wasserführung des Dickelsbaches führt in den angrenzenden Flächen zu einer deutlichen Vernässung, die bereits großflächig zu Veränderungen des Artengefüges geführt hat und deren Dynamik offensichtlich noch in vollem Gange ist. Die großflächigen Feuchtbereiche des NSG verleihen dem Gebiet einen besonderen Wert“.
„Nach der Entnahme der restlichen Hybridpappeln ergibt sich, auch in Verbindung mit angrenzenden Beständen in den Nachbargebieten ein großflächig zusammenhängender Erlenwald mit Ausprägungen in verschiedenen Feuchtestufen. Auch die hauptsächlich im Westen gelegenen Eichenwälder können sich zu naturnahen Hainbuchen-Eichenwäldern, wie sie im benachbarten FFH-Gebiet großflächig vorhanden sind, entwickeln. Als Teil des Gesamtkomplexes stellt das Gebiet einen wertvollen Bestandteil des regional bedeutsamen Biotopverbundes insbesondere der Feucht- und Nasswälder auf der Rhein-Niederterrasse dar. Durch den zurzeit ablaufenden dynamischen Prozess in Richtung von standortgerechten Feuchtwäldern mit einem offensichtlich vorhandenen großen Potenzial an lebensraumtypischen Arten bildet es zudem einen Trittstein-Biotop der Feuchtwälder entlang der Rhein-Schiene“.
Die ausgedehnten Schilfröhrichte bieten dem Teichrohrsänger einen geeigneten Lebensraum. Schwäre von Rotdrosseln und auch Sumpfmeisen können hier beobachtet werden. Pflanzenarten der Feuchtbiotope, wie verschiedene seltene Seggenarten, Sumpf-Dotterblume, Sumpf-Schwertlilie, Sumpf-Vergissmeinnicht, Blut-Weiderich und Gilbweiderich sollen durch die Vernässung gefördert werden.

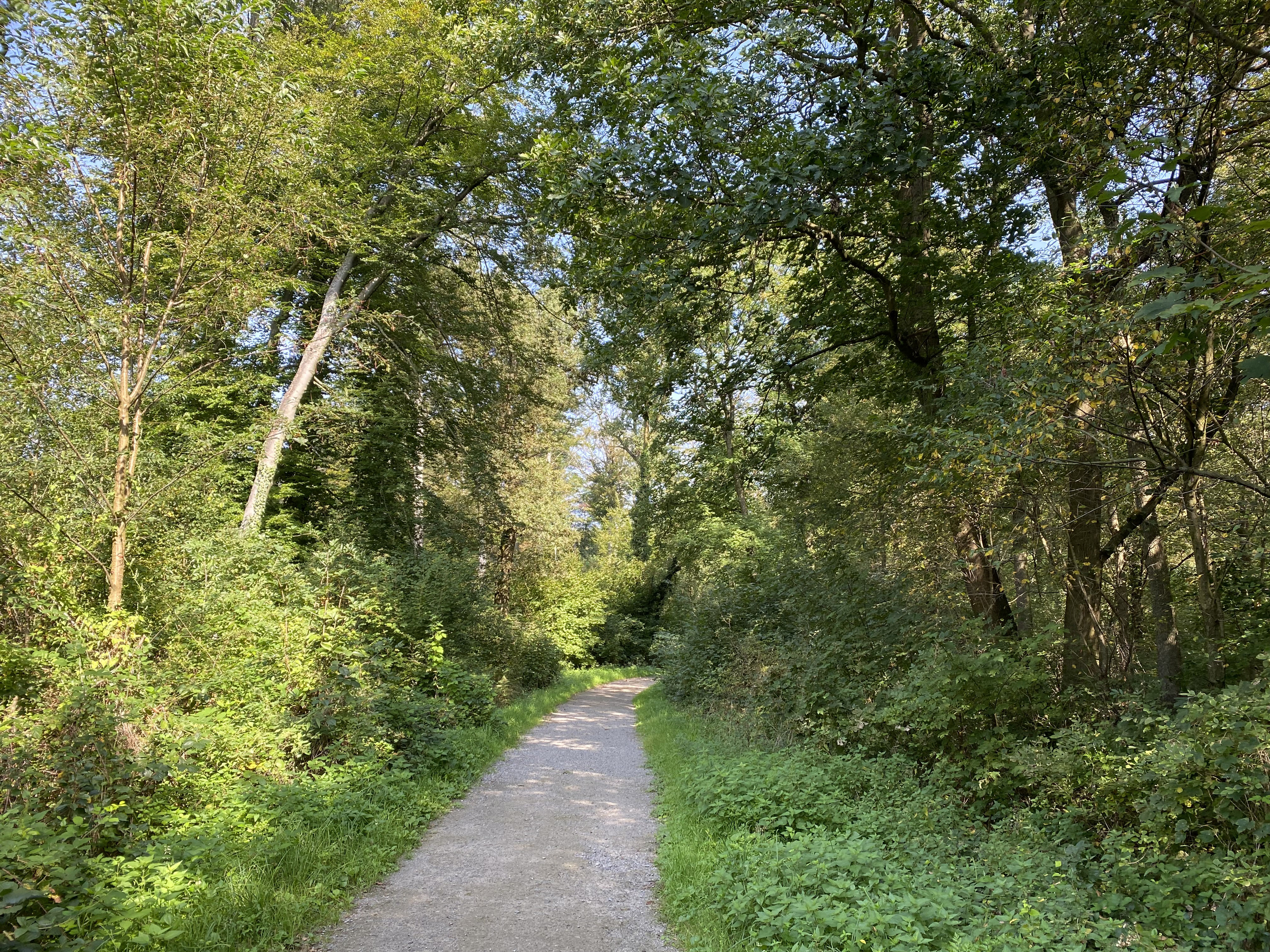
Wegenetz durchzieht das NSG
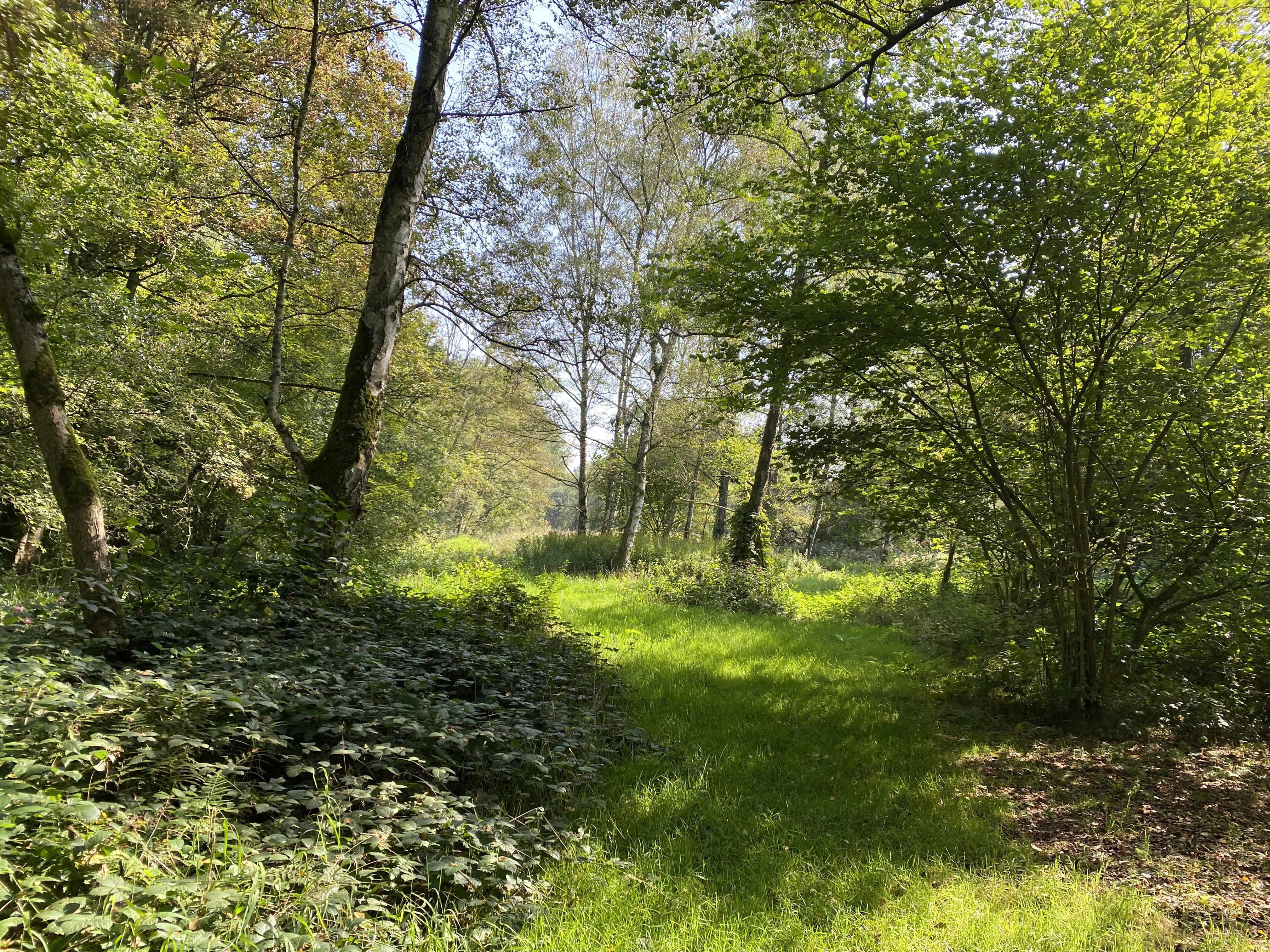
Lichtung mit Feuchtwiese und Graben
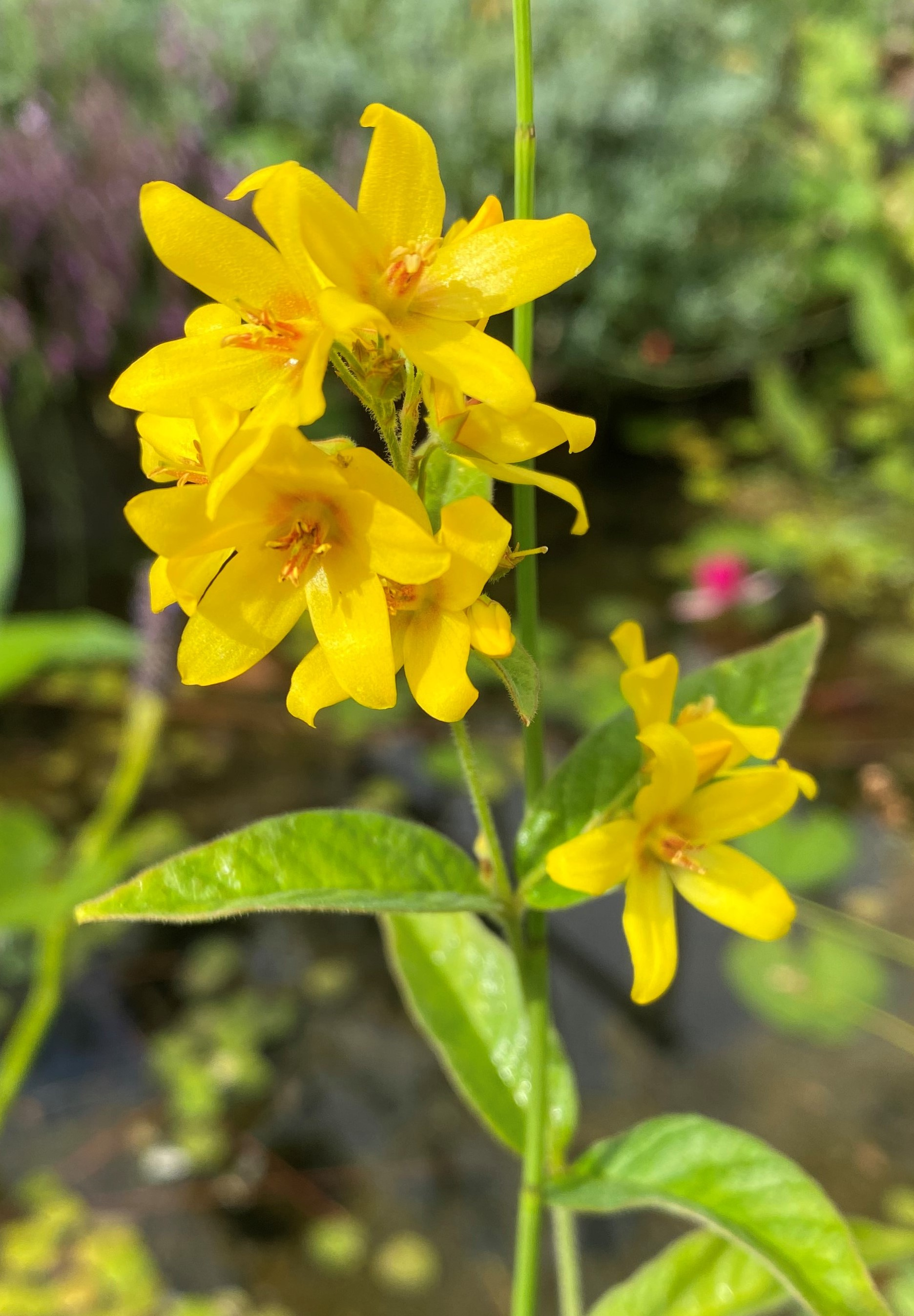
Gilbweiderich – Feuchtwiesenpflanze
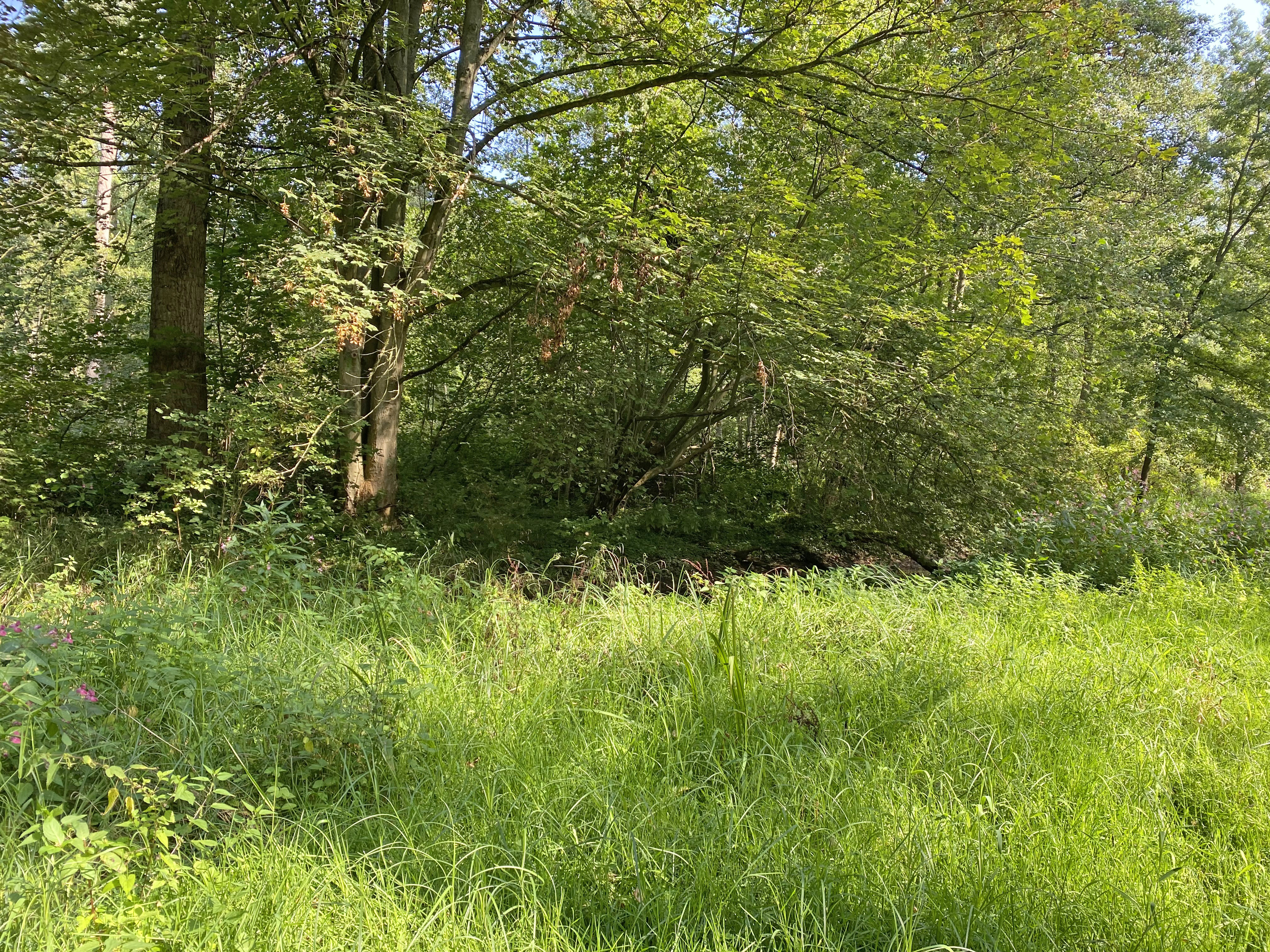
Feuchtwiese mit Seggen und Sumpf-Schwertlilie
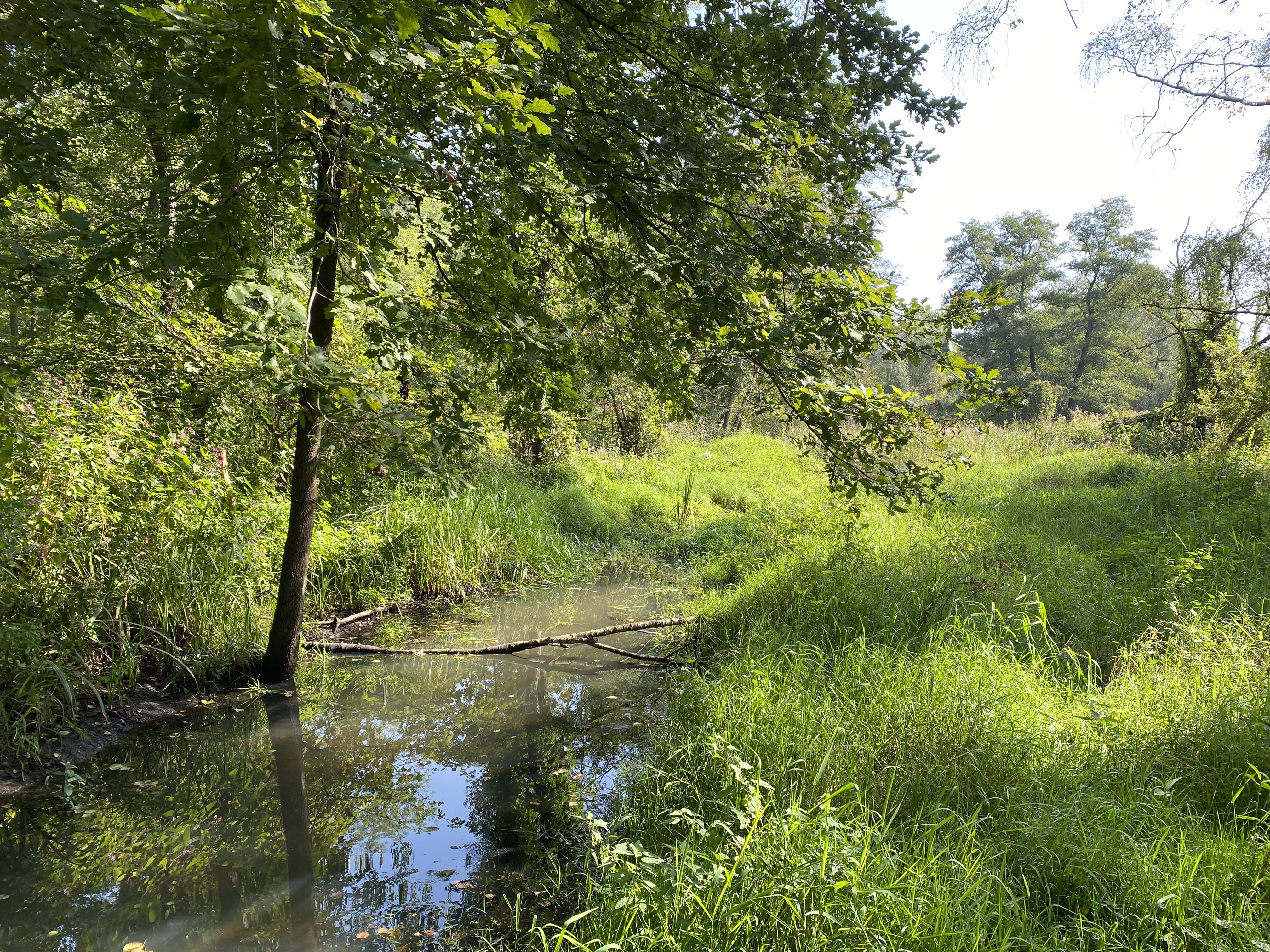
Graben
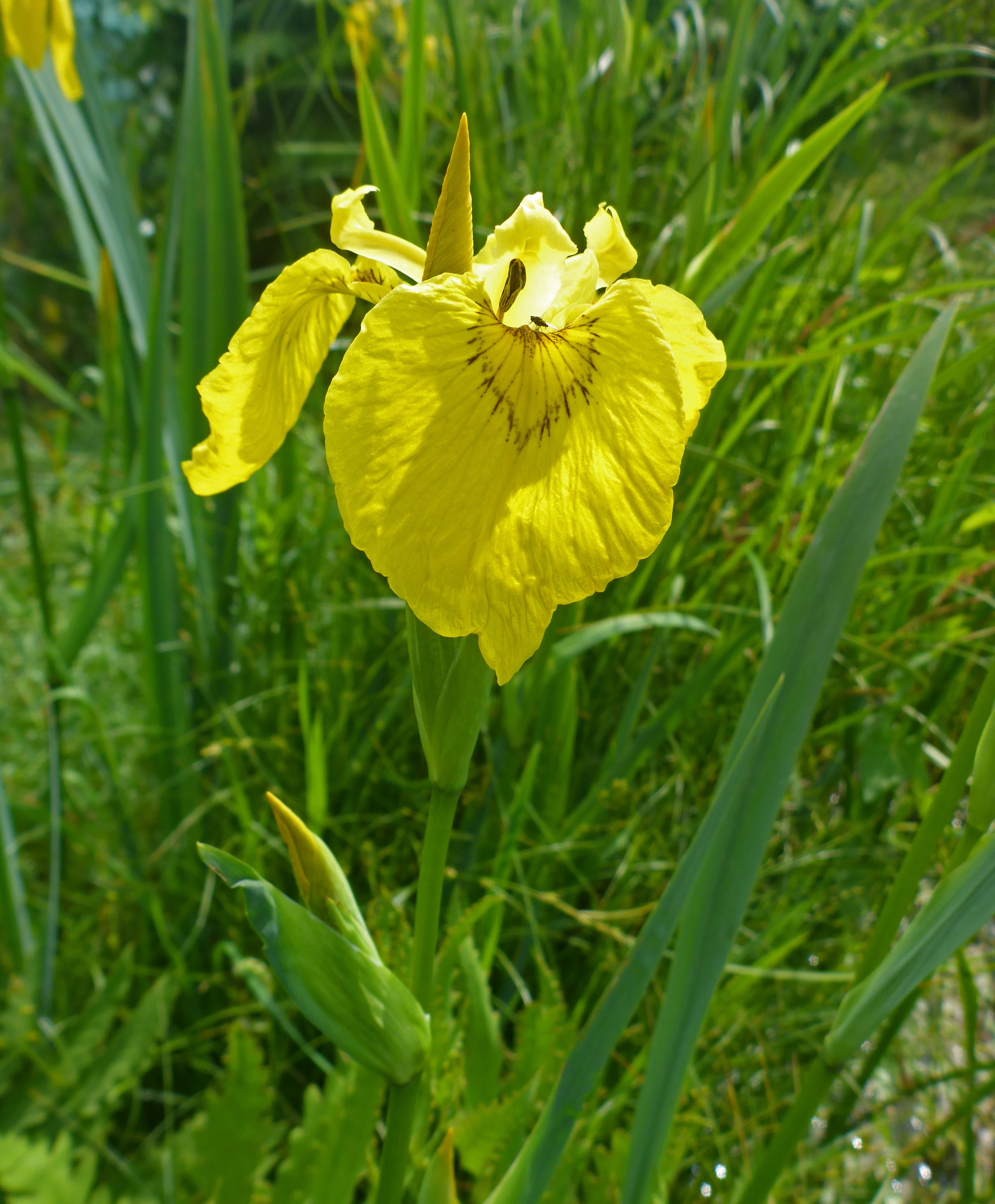
Sumpf-Schwertlilie
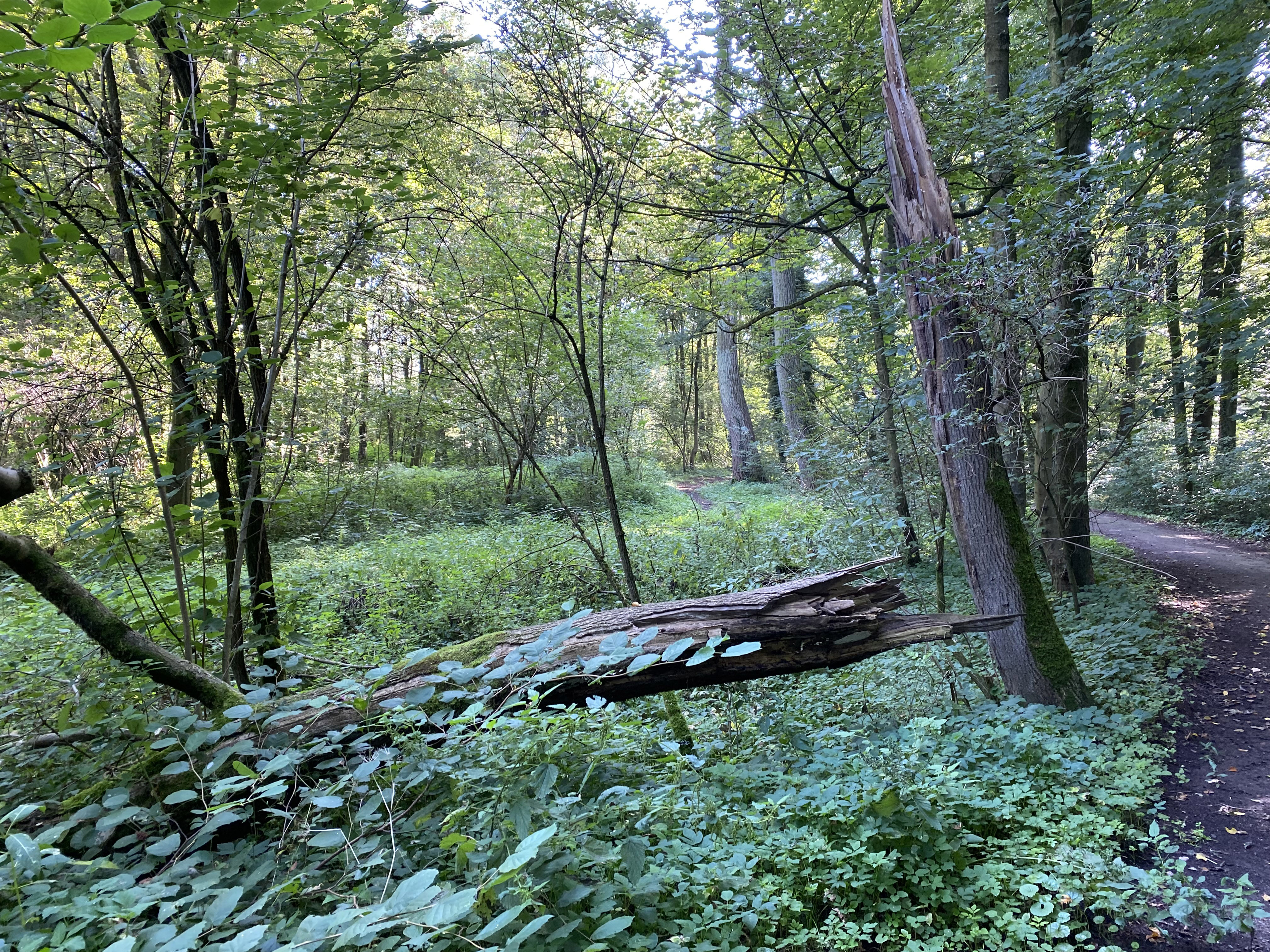
Totholz
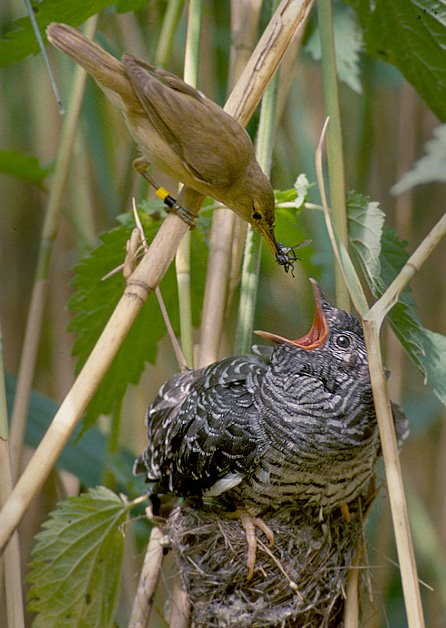
Teichrohrsänger füttert Kuckuck
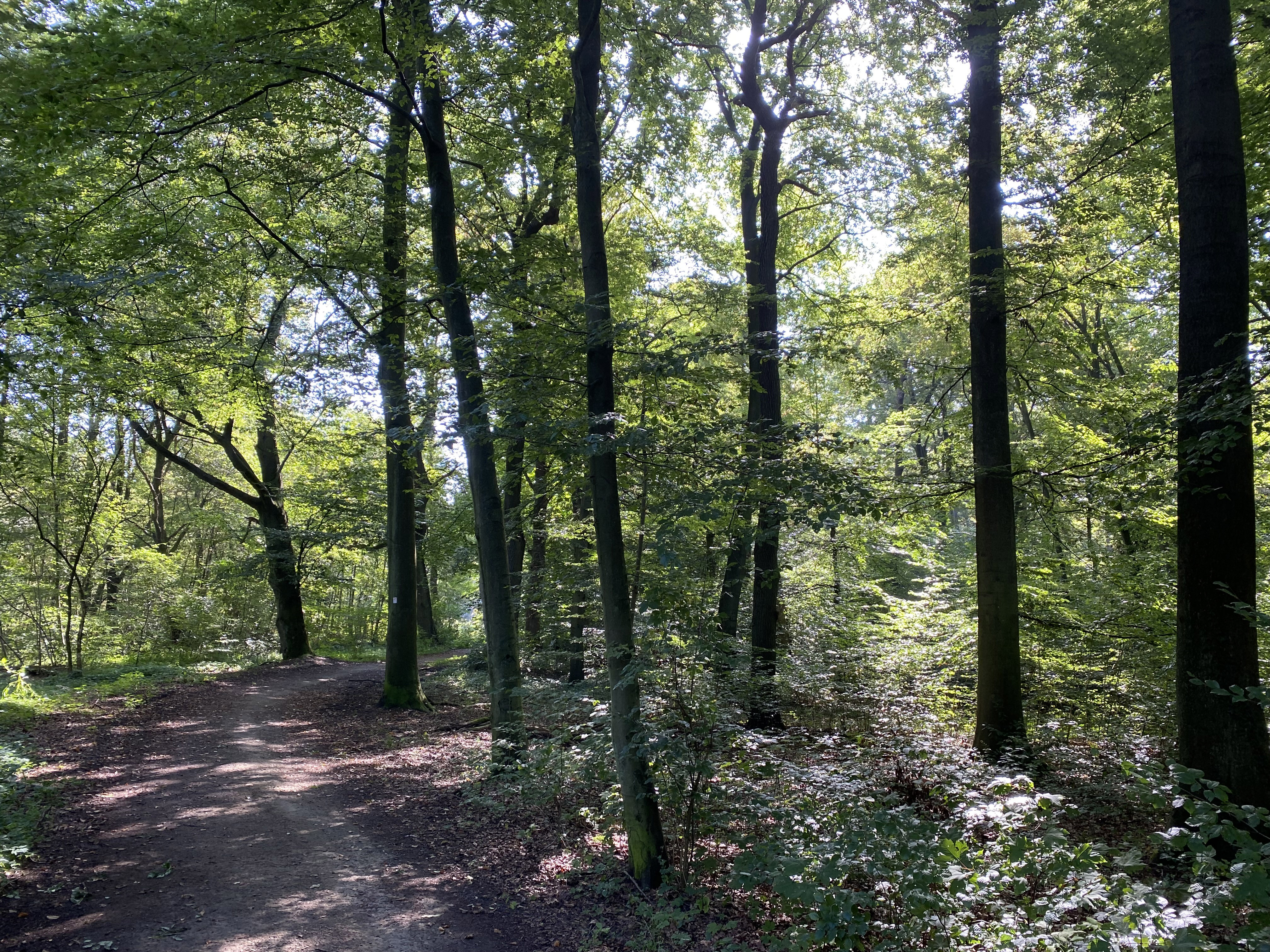
Buchenwald
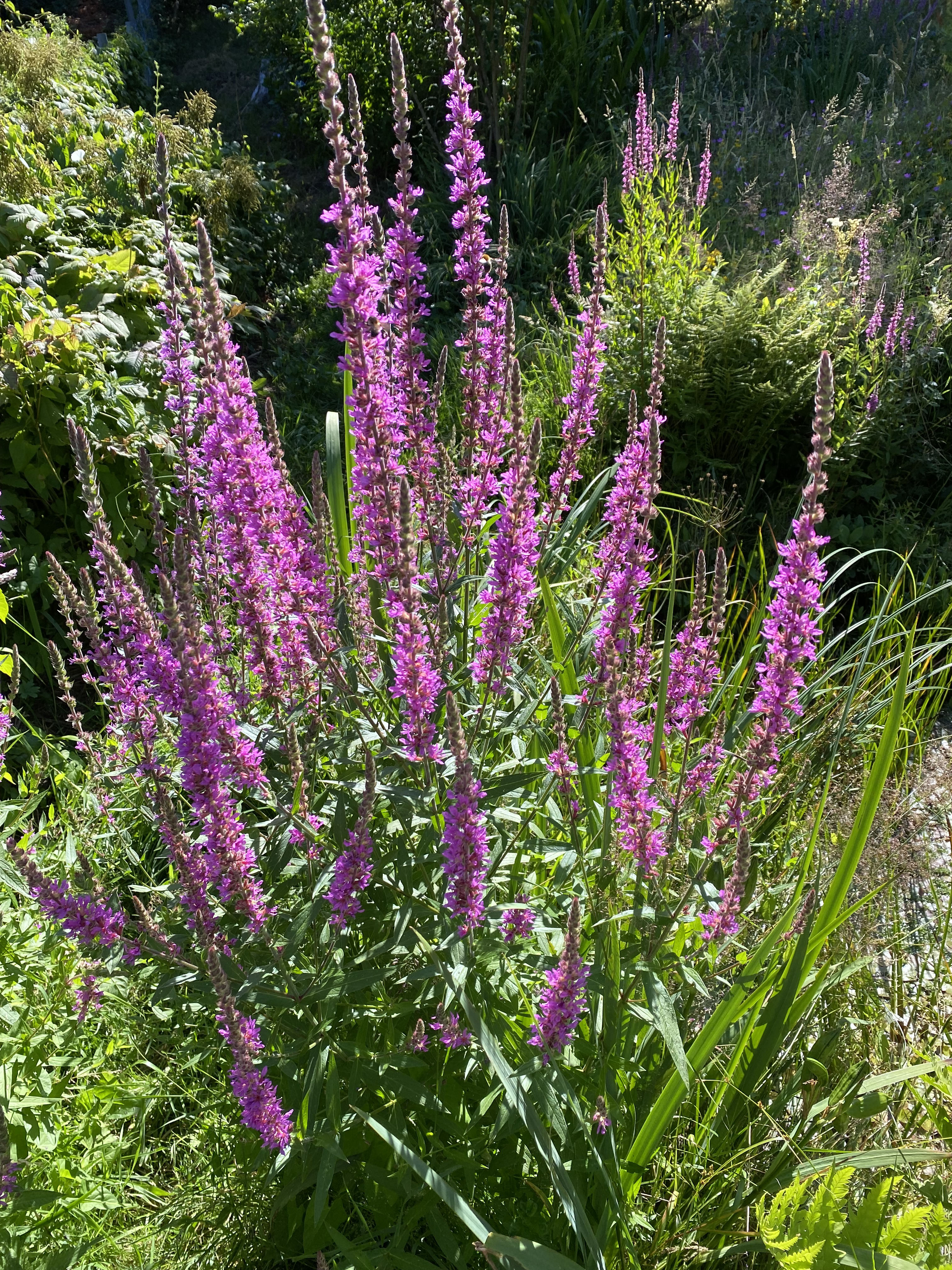
Blut-Weiderich – Insektenmagnet